# Jean Guyot (cardinal)
Pour les articles homonymes, voir Jean Guyot et Guyot.
Jean Guyot (Louis, Jean, Frédéric Guyot pour l'état civil), né le 7 juillet 1905 à Bordeaux et mort le 1er août 1988 à Bordeaux, est un homme d'Église, évêque, puis archevêque et cardinal français.

## Biographie

### Prêtre
Jean Guyot a été ordonné prêtre le 29 juin 1932 pour le diocèse de Bordeaux.

### Évêque
Nommé évêque coadjuteur de Coutances le 18 mars 1949, avec le titre d'évêque in partibus d'Hélénopolis-en-Palestine (de), il est consacré le 4 mai suivant par le cardinal Maurice Feltin avec comme co-consécrateurs Joseph-Marie Martin et Alfred Ancel.
Il succède à Théophile-Marie Louvard à la tête du diocèse de Coutances à la mort de ce dernier, le 8 avril 1950.
Le 28 avril 1966, il devient archevêque de Toulouse.

### Cardinal
Il est créé cardinal par Paul VI lors du consistoire du 5 mars 1973 avec le titre de cardinal-prêtre de Sainte-Agnès-hors-les-murs (Santa Agnese fuori le mura). 
Il se retire de ses fonctions d'archevêque à 73 ans le 16 novembre 1978, peu après avoir participé aux conclaves de 1978 qui élisent les papes Jean-Paul Ier puis Jean-Paul II.
Il meurt le 1er août 1988. Il est inhumé dans le chœur de la cathédrale Saint-Étienne de Toulouse (caveau sud).

## Succession apostolique
Jean Guyot a ordonné les évêques suivants :
- Archevêque Michel-Jules-Joseph-Marie Bernard, C.S.Sp. (1950)
- Évêque Antoine Léon Louis Caillot (1962)
- Évêque Sabin-Marie Saint-Gaudens (1967)
- Archevêque Jean-Berchmans-Marcel-Yves-Marie-Bernard Chabbert, O.F.M. (1967)
- Évêque Jean Louis Joseph Dardel (1974)
- Évêque Jacques Marie Sébastien de Saint-Blanquat (1975)